# Роє
Роє (пол. Roje, нім. Royen) — село в Польщі, у гміні Мілаково Острудського повіту Вармінсько-Мазурського воєводства.
Населення — 93 особи (2011).
У 1975-1998 роках село належало до Ольштинського воєводства.

## Демографія
Демографічна структура станом на 31 березня 2011 року:
|          | Загалом | Допрацездатний вік | Працездатний вік | Постпрацездатний вік |
| -------- | ------- | ------------------ | ---------------- | -------------------- |
| Чоловіки | 48      | 9                  | 34               | 5                    |
| Жінки    | 45      | 13                 | 25               | 7                    |
| Разом    | 93      | 22                 | 59               | 12                   |